# Ljuba Klosová
Ljuba Klosová (27. června 1929 Hlinsko – 24. října 2023 Praha) byla česká divadelní historička a pedagožka na Akademii múzických umění.
Věnovala se dějinám českého divadla ve 2. polovině 19. století a tehdejším hercům. Napsala zásadní studie o tzv. protitylovské opozici a významu českého divadelního romantismu. Jejím manželem byl právník Richard Klos (1924–2007).